# Ixodes subterranus
Ixodes subterranus este o specie de căpușe din genul Ixodes, familia Ixodidae, descrisă de Filippova în anul 1961. Conform Catalogue of Life specia Ixodes subterranus nu are subspecii cunoscute.